# Eighth & Main
Eighth & Main es un edificio de 18 pisos en Boise, Idaho. Con 18 pisos y 98,4 metros, es el edificio más alto del estado. Alberga la sede de Idaho del Zions Bank, así como Holland & Hart y otras empresas. La construcción se completó a principios de 2014 y se llevó a cabo una gran celebración de inauguración el 15 de febrero. La ubicación, anteriormente conocida como "el pozo" y el "Agujero de Boise", había estado vacante desde 1987.
Además de Zions Bank, otros inquilinos incluyen Holland & Hart LLP, Ruth's Chris Steak House, CTA Architects Engineers, First American Title Company, Clenera, LLC y el Idaho Technology Council.  La mitad del piso superior (piso 17), conocido como Idaho & Snake River Rooms, está disponible para alquiler público limitado centrado en eventos sin fines de lucro y orientados a la comunidad.

## Diseño
La aguja del edificio se cambió varias veces después de quejas de que se parecía a agujas similares utilizadas por La Iglesia de Jesucristo de los Santos de los Últimos Días (Iglesia SUD).

## Estructuras anteriores

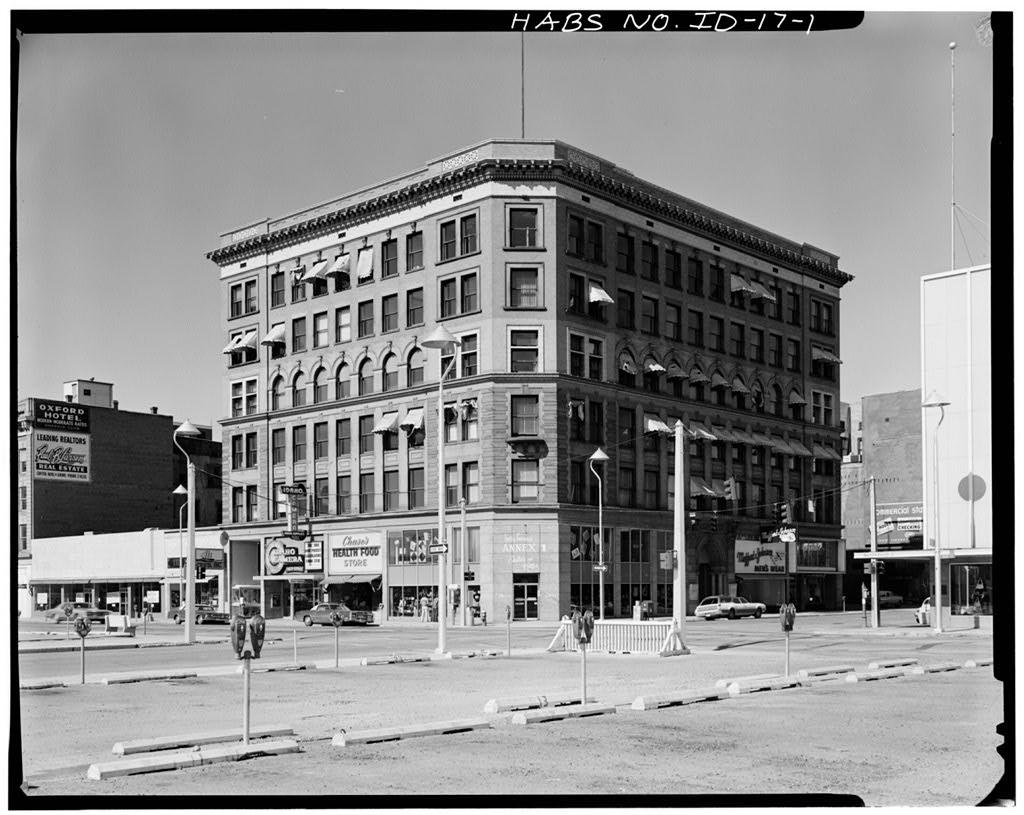
Edificio Eastman hacia 1970

El Overland Hotel ocupó el sitio desde 1864 hasta 1904, y un huésped notable en 1870 fue el general William T. Sherman. El hotel fue comprado por Hosea B. Eastman en 1877, y fue el sitio de la primera central telefónica de Boise en 1883. Con la intención de construir un nuevo hotel, fue demolido en 1904, pero después de que las estimaciones se consideraran demasiado caras, Eastman se decidió por un edificio comercial y de oficinas.
Hasta 1987, el sitio estuvo ocupado por el Eastman Building, diseñado por Tourtellotte and Company. Originalmente cuatro pisos cuando se inauguró en 1905 como Overland Building, se agregaron dos más en 1910. Fue rebautizado como Eastman Building en 1926 tras la muerte del propietario y se llenó de consultorios legales, dentales y médicos. 
Gradualmente cayó en desgracia y fue adquirido en 1972 por la Agencia de Reurbanización de Boise para un centro comercial propuesto en el centro de la ciudad. Programada para su demolición en 1978, los intereses conservacionistas intervinieron y permaneció inactiva durante casi otra década. 
En 1981 se hizo una oferta para trasladarlo varias cuadras al sur hasta el mercado de la calle 8. Con los planes finalmente establecidos para su remodelación, el edificio Eastman fue destruido dos días después por un incendio en enero de 1987, combatido por más de cien bomberos durante más de un día y medio, y fue demolido poco después.